# شهرستان کیلیفی
شهرستان کیلیفی (به لاتین: Kilifi County) یک منطقهٔ مسکونی در کنیا است. شهرستان کیلیفی ۱۲٬۲۴۵٫۹ کیلومترمربع مساحت و ۱٬۱۰۹٬۷۳۵ نفر جمعیت دارد.

## نگارخانه

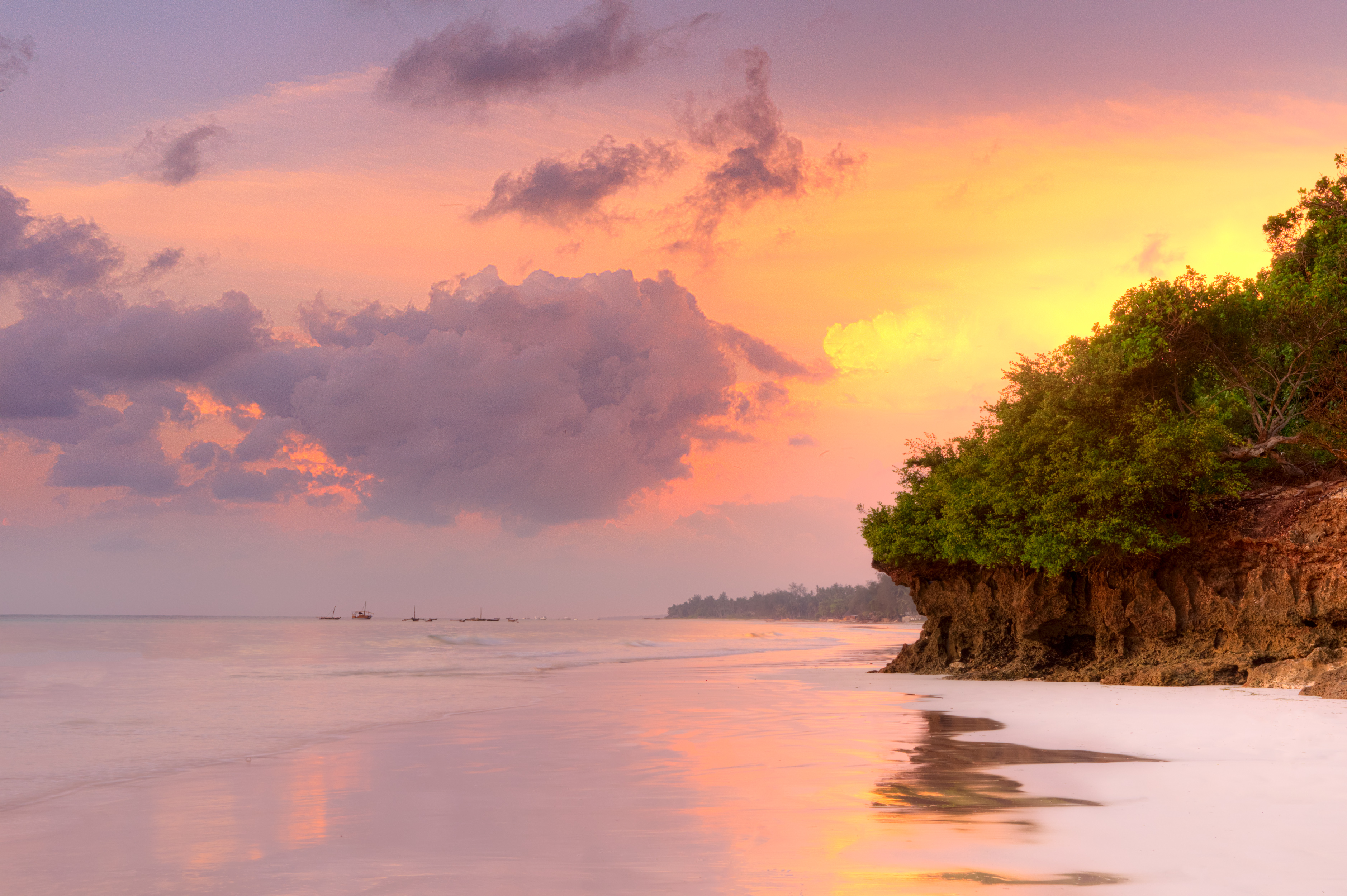
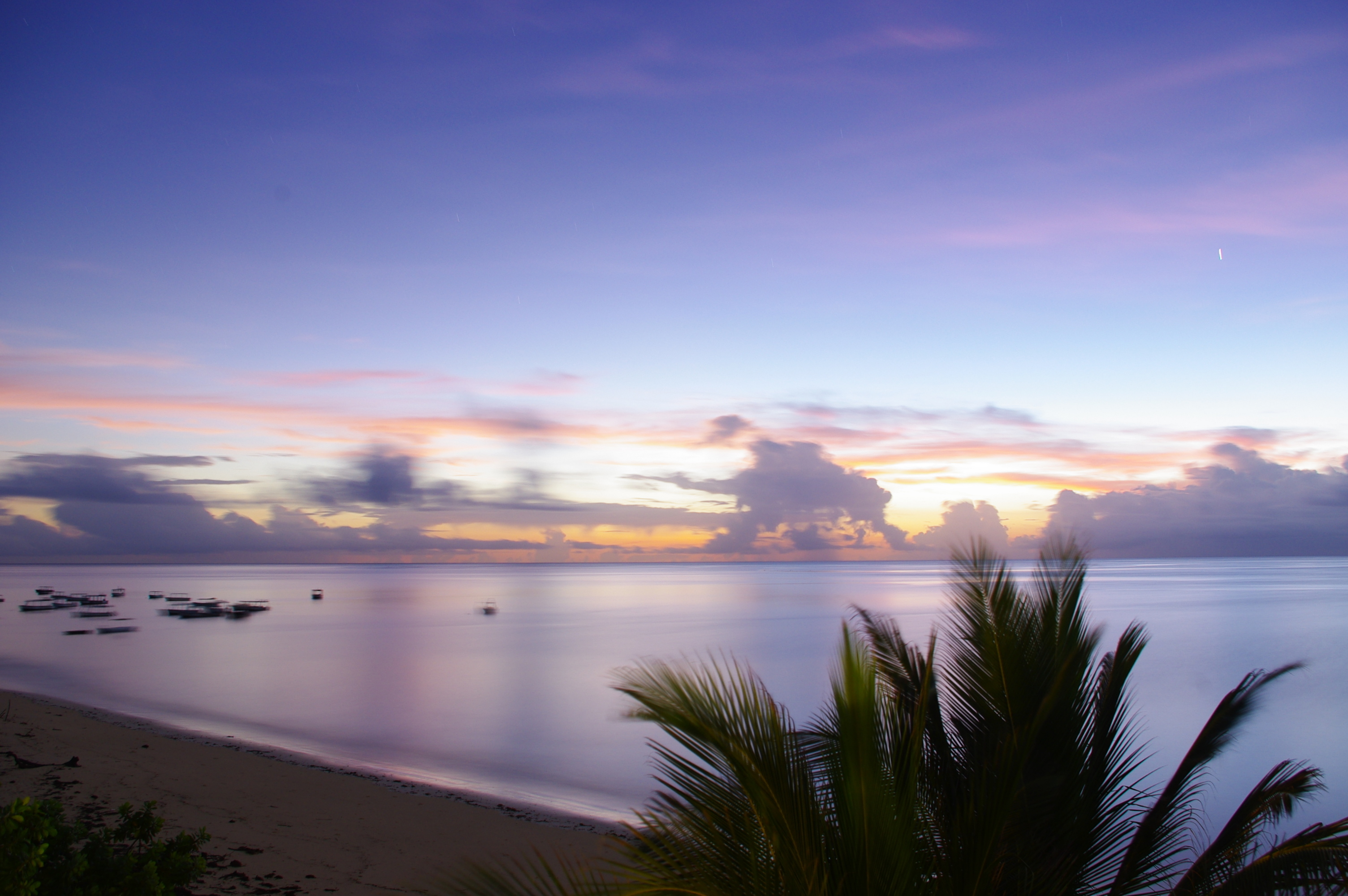